# Лоренс од Арабије (филм)
Лоренс од Арабије (енгл. Lawrence of Arabia) је британски епски историјски биографски драмски филм из 1962. године, који је базиран на животу Томаса Едварда Лоренса. Филм је режирао Дејвид Лин, док је продуцент био Сем Спигел, а филм је дистрибуирао студио Columbia Pictures. У насловној улози је Питер О‘Тул, док Алек Гинис тумачи улогу принца Фејсала. У осталим улогама су Џек Хокинс, Ентони Квин, Омар Шариф, Ентони Квејл, Клод Рејнс и Артур Кенеди. Сценарио су написали Роберт Болт и Мајкл Вилсон.
Филм, рађен у британско-америчкој ко-продукцији, приказује Лоренсове доживљаје у провинцијама Османског царства, Хеџаз и Великој Сирији, током Првог светског рата, нарочито нападе на Акабу и Дамаск, као и његову умешаност у Арапско национално веће. Теме филма укључују Лоренсове емоционалне борбе са личним насиљем у рату, његовим сопственим идентитетом и његова подвојена оданост између родне Британије са својом војском и његовим новостеченим пријатељима у арапским пустињским племенима.
Филм је био номинован за десет Оскара, од којих је освојио седам, међу којима су они за најбољи филм и најбољег режисера. Такође је освојио Златни глобус за најбољи играни филм (драма), уз награде БАФТА за најбољи филм и изванредан британски филм. У годинама касније, филм је препознат као један од најбољих и најутицајнијих остварења у филмској историји. Драматична музика Мориса Жара и кинематографија Фредија Јанга такође су хваљени од стране критичара. Године 1991, Конгресна библиотека је изабрала филм за Национални регистар филмова, као „културно, историјски и естетски значајан”. Године 1998, Амерички филмски институт га је поставио на пето место своје листе „100 година АФИ-ја... 100 филмова”, листе најбољих америчких филмова, а померен је на седмо место на ажурираној верзији листе из 2007. године. Године 1999, Британски филмски институт га је именовао као трећи најбољи британски филм икада. Године 2004, изгласан је као најбољи британски филм икада у анкети коју је спровео Sunday Telegraph.

## Радња

### I део
Филм почиње 1935. године, када је Томас Едвард Лоренс страдао у мотоциклистичкој несрећи. Приликом његовог парастоса у Катедрали Светог Павла, један репортер покушава (готово без успеха) да стекне увид у живот овог изванредног, загонетног човека, од стране оних који су га познавали.
Прича се затим сели на Први светски рат, где је Лоренс неспретни поручник британске војске, препознатљив по својој дрскости и образовању. Због замерки генерала Марија, господин Драјден из Арапског бироа, шаље га да процени изгледе принца Фејсала у његовој побуни против Турака. На путу тамо, његовог бедуинског водича, Тафаса, убија Шериф Али, због тога што је Тафас пио воду са његовог бунара без дозволе. Лоренс касније среће пуковника Брајтона, који му наређује да не прича ништа, направи процену и оде. Лоренс игнорише његова наређења кад упозна Фејсала. Његова отвореност буди принчево занимање.
Брајтон саветује Фејсала да се повуче након великог пораза, али Лоренс предлаже одважан изненадни напад на Акабу; заробљавање овог града би обезбедило луку из које би Британци могли да истоварују преко потребне залихе. Град има јаку одбрану од могућих напада са мора, али је слабо брањен са копнене стране. Он убеђује Фејсала да обезбеди педесет људи, које предводи скептични Шериф Али. Сирочићи тинејџери Дауд и Фараж везују се за Лоренса као његове слуге. Они прелазе пустињу Нефуд, коју чак и Бедуини сматрају непроходном, путујући дању и ноћу, у последњем покушају да дођу до воде. Један од Алијевих људи, Гасим, подлеже умору и пада са своје камиле неприметно током ноћи. Када Лоренс открије да он недостаје, он се враћа назад и спасава Гасима, а Шериф Али почиње да га цени. Он даје Лоренсу арапске одоре да носи.
Лоренс убеђује Ауду абу Тајиа, вођу моћног локалног племена Ховеитат, да се окрену против Турака. Лоренсов план скоро бива угрожен, када један од Алијевих људи убије једног од Аудиних због крвне освете. Освета Ховеитата би уништила крхки савез, па Лоренс одлучује да ће он лично погубити убицу. Запањен открићем да је кривац Гасим, човек због кога је ризиковао живот спасавајући га из пустиње, он га свеједно убија.
Следећег јутра, Арапи надвладавају турски гарнизон. Лоренс одлази у Каиро где информише Драјдена и новог команданта, генерала Аленбија, о својој победи. Док су прелазили синајску пустињу, Дауд умире након упада у живи песак. Лоренс је унапређен у чин мајора и добија наоружање и новац за Арапе. Дубоко је узнемирен и признаје да је уживао у Гасимовом погубљењу, али Аленби га уверава да то није ништа. Он пита Аленбија да ли постоји основа за сумњу Арапа, о томе да Британија има сопствене интересе у Арабији. Под притиском, генерал изјављује да не постоје никакви интереси.

### II део
Лоренс покреће герилски рат, дижући у ваздух возове и мучећи Турке на сваком кораку. Амерички ратни дописник, Џексон Бентли, објављује чланке о Лоренсовим подвизима, чинећи га славним. Током једног напада, Фараж је тешко повређен. Не желећи да га остави непријатељима који би га сигурно мучили, Лоренс га убија и одлази одатле.
Приликом Лоренсове и Алијеве извиднице у граду Дари кога држе непријатељи, Лоренса одводе, заједно са неколицином арапских грађана, до турског бега. Лоренса скидају, проматрају и пипкају. Он удара бега, након чега га војници бичују и избацују на улицу. Ово искуство оставља Лоренса потресеног. Он се враћа у британско седиште у Каиру, али му је тешко да се тамо уклопи.
Убрзо након тога у Јерусалиму, генерал Аленби га позива да подржи „велики притисак” на Дамаск. Лоренс се у почетку устручава, али на крају попушта.
Лоренс регрутује војску која је више мотивисана новцем, него арапским интересима. Они примећују колону повлачења турских војника који су управо пре тога масакрирали мештане града Тафас. Један од Лоренсових војника који је родом из Тафаса, захтева: „Без затвореника!” Лоренс се устручава, али тај човек јуриша сам на турску војску, која га убија. Лоренс преузима бојни поклич тог војника, што за резултат има покољ у коме Лоренс лично учествује. Након тога, он жали свој поступак.
Лоренсови људи заузимају Дамаск испред Алијевих снага. Арапи оснивају веће за управљање градом, али пустињска племена се показују као непогодна за такав задатак. Упркос Лоренсовим напорима, они се непрестано свађају. У немогућности да одржавају комуналне услуге, Арапи ускоро препуштају већину града Британцима.
Лоренс је унапређен у чин пуковника и одмах му је наређен повратак у Британију, пошто више није користан ни Фејсалу, ни Британцима. Приликом напуштања града, његов аутомобил пролази поред мотоциклисте који оставља траг прашине.

## Улоге
| Глумац        | Улога                  |
| ------------- | ---------------------- |
| Питер О‘Тул   | Томас Едвард Лоренс    |
| Омар Шариф    | Шериф Али ибн ел Кариш |
| Алек Гинис    | Принц Фејсал           |
| Ентони Квин   | Ауда абу Таји          |
| Џек Хокинс    | Генерал Аленби         |
| Хозе Ферер    | Турски бег             |
| Ентони Квејл  | Пуковник Хари Брајтон  |
| Клод Рејнс    | господин Драјден       |
| Артур Кенеди  | Џексон Бентли          |
| Доналд Волфит | Генерал Мари           |

## Награде

### Оскар
| Награда                                   | Особа                           |
| Најбољи режисер                           | Дејвид Лин                      |
| Најбоља уметничка и артистичка продукција | Џон Бокс Џон Строл Дарио Симони |
| Најбоља фотографија                       | Фреди Јанг                      |
| Најбољи филм                              | Сем Спигел                      |
| Најбоља монтажа                           | Ен В. Коутс                     |
| Најбоља музика                            | Морис Жар                       |
| Најбољи звук                              | Џон Кокс                        |
| Номинације:                               |                                 |
| Најбољи главни глумац                     | Питер О‘Тул                     |
| Најбољи споредни глумац                   | Омар Шариф                      |
| Најбољи адаптирани сценарио               | Роберт Болт Мајкл Вилсон        |

### Остале награде
Филм Лоренс од Арабије је освојио и 5 Златних глобуса и 4 БАФТА награде.